# Scythropochroa longipennis
Scythropochroa longipennis är en tvåvingeart som först beskrevs av Enrico Adelelmo Brunetti 1912.  Scythropochroa longipennis ingår i släktet Scythropochroa och familjen sorgmyggor. Inga underarter finns listade i Catalogue of Life.